# Huta Brudzka
Huta Brudzka – wieś w Polsce położona w województwie łódzkim, w powiecie radomszczańskim, w gminie Dobryszyce.
W latach 1975–1998 miejscowość administracyjnie należała do województwa piotrkowskiego.